# Estreia da Sinfonia n.º 7 de Shostakovich em Leningrado

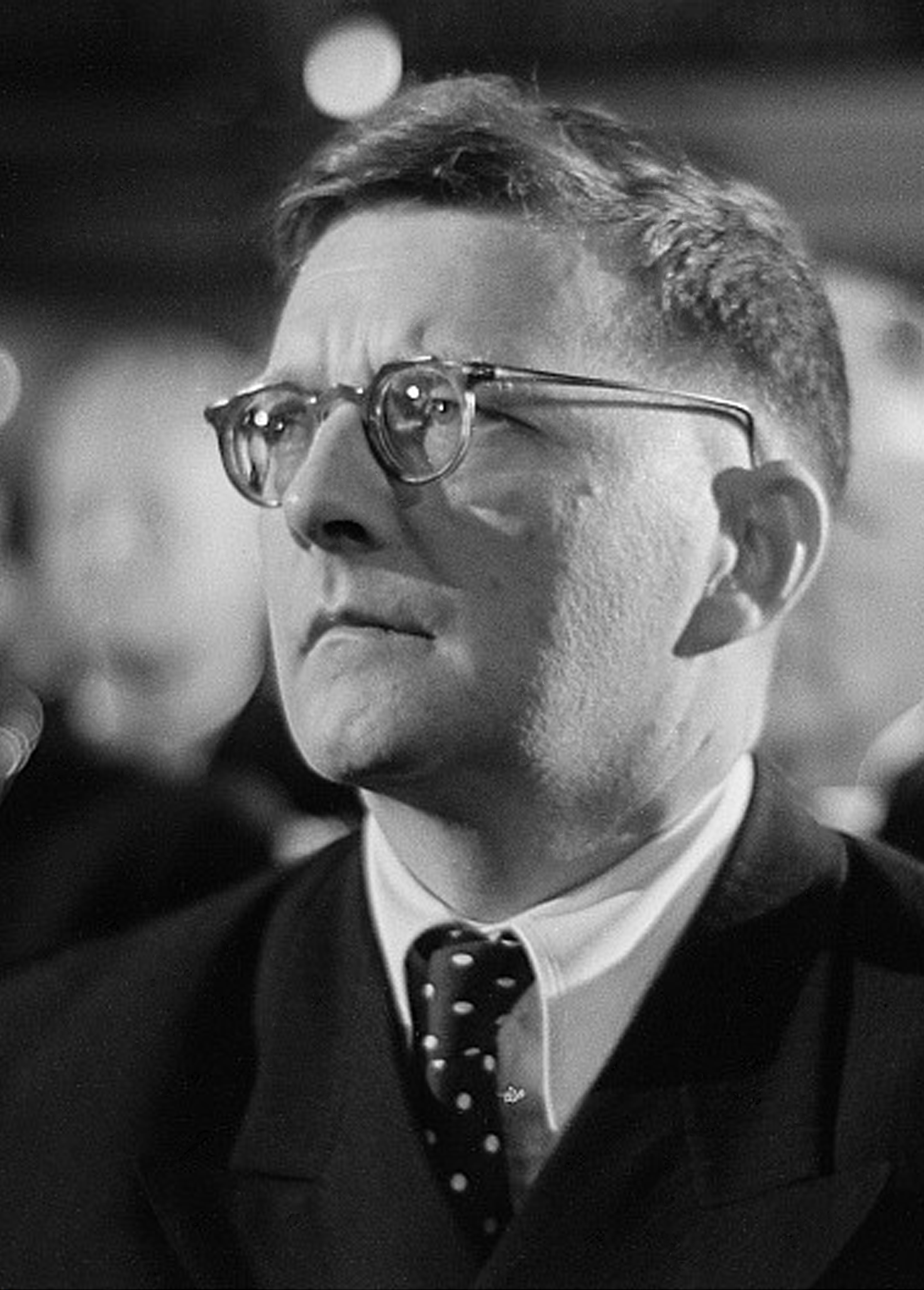
Dmitri Shostakovich em 1950.

A estreia da sinfonia n.° 7 de Shostakovich em Leningrado ocorreu em 9 de agosto de 1942 durante a Segunda Guerra Mundial, enquanto a cidade de Leningrado (atual São Petersburgo) estava sob cerco pelas forças alemãs nazistas.
Dmitri Shostakovich pretendia que a composição fosse estreada pela Orquestra Filarmônica de Leningrado, mas por causa do cerco, ela foi evacuada da cidade, assim como o próprio compositor. O lançamento mundial da sinfonia foi realizado em Kuybyshev pela Orquestra do Teatro Bolshoi. A estreia em Leningrado foi executada pelos músicos sobreviventes da Orquestra do Rádio de Leningrado, com auxilio de artistas militares. A maioria dos músicos estava morrendo de fome, o que dificultou o ensaio: eles frequentemente desmaiavam durante os ensaios e três morreram. A orquestra foi capaz de tocar a sinfonia completa apenas uma vez antes do concerto.
Apesar da má condição dos artistas e de muitos membros da audiência, o concerto foi bem sucedido, ganhando ovação por uma hora. A obra foi apoiada por uma ofensiva militar soviética, com o nome de código "Squall", destinada a silenciar as forças alemãs durante a apresentação. A sinfonia foi transmitida às linhas alemãs pelo alto-falante como uma forma de guerra psicológica. A estreia de Leningrado foi considerada pelos críticos de música como uma das mais importantes performances artísticas da guerra por causa de seus efeitos psicológicos e políticos. O maestro concluiu que "naquele momento, triunfamos sobre a desalmada máquina de guerra nazista". As reuniões dos músicos sobreviventes foram organizadas em 1964 e 1992 para comemorarem o evento.

## Antecedentes

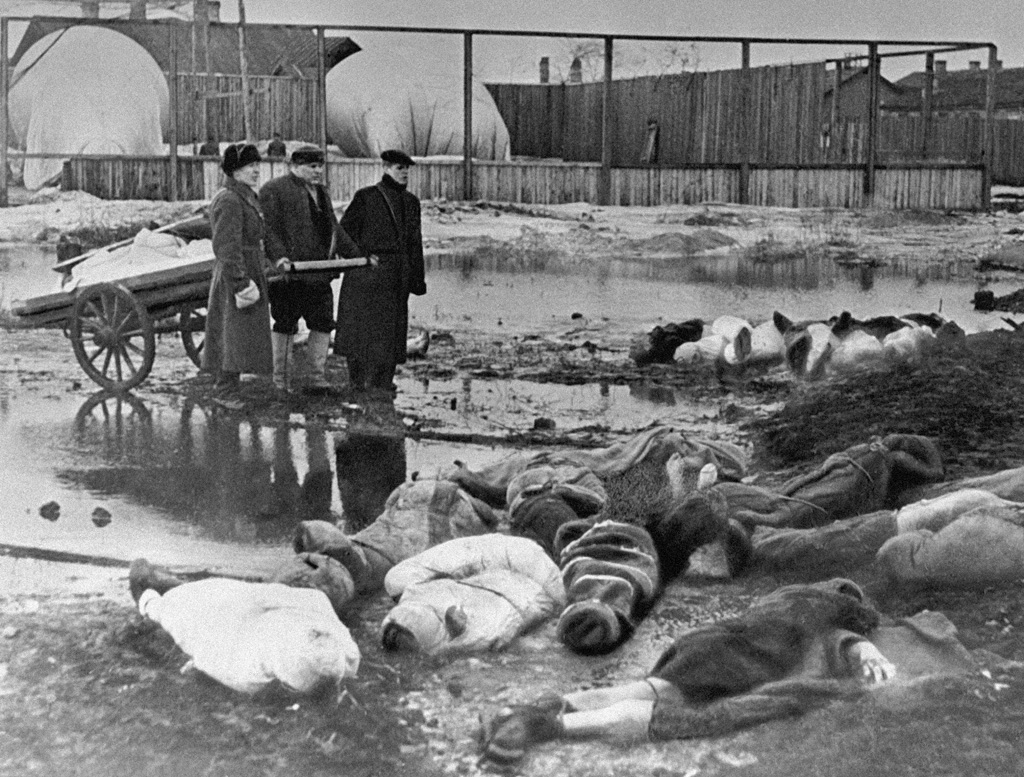
O cerco causou inúmeras mortes e prejuízos devido ao frio e à fome.

O compositor soviético Dmitri Shostakovich (1906-1975) completou a Sinfonia nº 7 em 27 de dezembro de 1941 e dedicou-a à sua cidade natal, Leningrado. Na época, a cidade já estava sob um cerco pelas forças alemãs nazistas que durou 900 dias e que matou cerca de um terço de sua população de antes da guerra.
A intenção do compositor era que a Orquestra Filarmônica de Leningrado estreasse a sinfonia, mas este grupo foi mudado para Novosibirsk como parte do êxodo cultural decidido pelo governo. Em vez disso, a estreia mundial foi realizada em Kuybyshev em 5 de março de 1942 pela Orquestra do Teatro Bolshoi sob a direção do maestro Samuil Samosud. A estreia em Moscou aconteceu com a junção das orquestras do Bolshoi e Orquestra Sinfônica Tchaikovsky em 29 de março na Casa dos Sindicatos. A gravação microfilmada da estreia foi levada a Teerã em abril seguinte para permitir a sua divulgação no Ocidente, tendo a sua estreia pela rádio na Europa Ocidental ocorrido em 22 de junho desse ano pela Orquestra Filarmônica de Londres dirigida pelo maestro Henry Wood; e sua apresentação em um concerto The Proms, no Royal Albert Hall de Londres em 29 de junho. O lançamento norte-americano foi transmitido de Nova Iorque em 19 de julho de 1942 pela Orquestra Sinfônica da NBC sob a direção de Arturo Toscanini.

## Preparação
A Orquestra de Rádio sob a direção de Karl Eliasberg foi o único conjunto sinfônico que sobrou em Leningrado depois que a Filarmônica foi evacuada. Sua última apresentação ocorreu em 14 de dezembro de 1941 e sua transmissão final em 1 de janeiro de 1942. Uma nota de registo sobre o ensaio seguinte diz: "O ensaio não ocorreu. Srabian está morto. Petrov está doente. Borishev está morto. Orquestra não está operando".
Em 2 de abril de 1942, Boris Zagorsky e Yasha Babushkin, do Departamento de Artes da Cidade de Leningrado, anunciaram preparativos para a execução da sinfonia. As emissões radiofónicas musicais foram rapidamente retomadas por decisão de Andrei Zhdanov, um político soviético envolvido na defesa de Leningrado, ao permitir ensaios e proporcionar um estímulo moral para a população. Tocar a sinfonia "tornou-se uma questão de orgulho cívico, mesmo militar". De acordo com um membro da orquestra, "as autoridades de Leningrado queriam dar ao povo algum estímulo emocional para que pudesse sentir-se apoiado". A sua transmissão foi considerado um ato político importante devido ao seu potencial valor propagandístico.
Dos 40 membros que compunham a Orquestra da Rádio, apenas 14 ou 15 ainda viviam na cidade; os outros ou tinham morrido de fome ou foram recrutados para combaterem na guerra. A sinfonia de Shostakovich exigia uma orquestra maior, de 100 músicos, o que significava que os músicos restantes eram manifestamente insuficientes. Eliasberg, que na época estava sendo tratado de "distrofia", saiu de porta em porta para procurar os músicos que não haviam respondido à reconstrução da orquestra, por fome ou fraqueza. "Meu Deus, quão magros eles estavam!", recordou um dos organizadores, "como essas pessoas se animaram quando começámos a tirá-los de seus apartamentos escuros. Chorámos quando eles trouxeram as suas roupas de concerto, seus violinos, violoncelos e flautas e os ensaios começaram no estúdio coberto de gelo". Um avião que transportava suprimentos de Kuybyshev carregou a partitura de 252 páginas do maestro para Leningrado.
O primeiro ensaio em março de 1942 tinha previsão para durar três horas, mas teve que ser interrompido após quinze minutos porque os trinta músicos presentes estavam fracos demais para tocarem seus instrumentos e frequentemente desmaiavam, especialmente aqueles que tocavam instrumentos de metais. O próprio Eliasberg teve que ser transportado para os ensaios em trenó, mas depois de algum tempo, funcionários comunistas deram-lhe um apartamento próximo ao local dos ensaios e ganhou uma bicicleta para o transporte. Suas primeiras tentativas de direção eram como um "pássaro ferido nas asas que vai cair a qualquer momento". Um relatório de Babushkin afirmava que "o concertino está morrendo, o tamboreiro morreu no caminho para o ensaio, o trompista está próximo da morte ...". Os músicos receberam comida extra (doada pelos civis amantes da música) numa tentativa para combaterem a fome, e tijolos quentes foram usados para irradiar calor; ainda assim, três artistas morreram durante os ensaios. Colocou-se cartazes na cidade solicitando a todos os músicos que entrassem em contato com o Comitê da Rádio para incorporação na orquestra.
Além da Sinfonia n.º 7, a nova orquestra improvisada também ensaiou obras sinfônicas tradicionais de Ludwig van Beethoven, Pyotr Ilyich Tchaikovsky e Nikolai Rimsky-Korsakov. Um concerto com trechos dos trabalhos de Tchaikovsky foi realizado em 5 de abril. Alguns instrumentistas protestaram contra a decisão de realizar a sinfonia de Shostakovich, não querendo gastar energias com uma obra "complexa e não muito acessível". Eliasberg ameaçou cortar as comidas extras, evitando qualquer discordância, mas durante os ensaios foi criticado pelo seu comportamento severo: os músicos que perdessem os ensaios, se atrasassem ou não tocassem conforme esperado, perderiam suas comidas. Isso aconteceu com um músico que assistira ao enterro de sua esposa e atrasou-se. Embora algumas fontes sugerissem que uma equipe de copistas tenha trabalhado, outras afirmam que foram os próprios músicos que copiaram as suas partes individuais da partitura à mão.
Os ensaios foram realizados seis dias por semana no Teatro Pushkin, geralmente das dez horas da manhã à uma da tarde. No entanto, eram frequentemente interrompidos por sirenes de ataque aéreo, e alguns músicos tinham que se juntar ao exército para tarefas antiaéreas ou de combate a incêndios. Para permitir que eles assistissem aos ensaios, os músicos receberam cartões de identificação como membros da orquestra para apresentarem nos postos de controle. Membros de bandas militares (e mesmo alguns soldados comuns), foram, algumas vezes, despachados para os ensaios para completarem a orquestra. Os ensaios foram transferidos para a Filarmônica de São Petersburgo em junho, e no final de julho foram aumentados para 5 a 6 horas por dia. Os instrumentos estavam em mau estado e poucos reparadores estavam disponíveis; um reparador exigiu a um oboísta um gato em troca de um reparo, pois o reparador, de fome, já tinha comido vários. A orquestra tocou a sinfonia completa apenas uma vez, em 6 de agosto, antes da apresentação.

## Apresentação
O concerto foi realizado no Grande Salão da Filarmônica em 9 de Agosto de 1942, sendo este o dia em que Hitler já havia decretado para se comemorar a queda de Leningrado com um luxuoso banquete no Hotel Astoria. O concerto foi precedido por uma alocução  previamente gravada por Eliasberg, difundida às 18 horas:
Camaradas – vai ocorrer um grande acontecimento na história cultural da nossa cidade. Em alguns minutos, vocês ouvirão pela primeira vez a Sinfonia n.º 7 do nosso notável compatriota Dmitri Shostakovich. Ele escreveu esta grande composição na cidade enquanto o inimigo tentava insanamente entrar em Leningrado. Enquanto os porcos fascistas estavam bombardeando e calcando toda a Europa, e a Europa acreditava que Leningrado tinha sucumbido. Mas este concerto é testemunho do nosso espírito, coragem e prontidão para lutar. Ouçam, Camaradas!

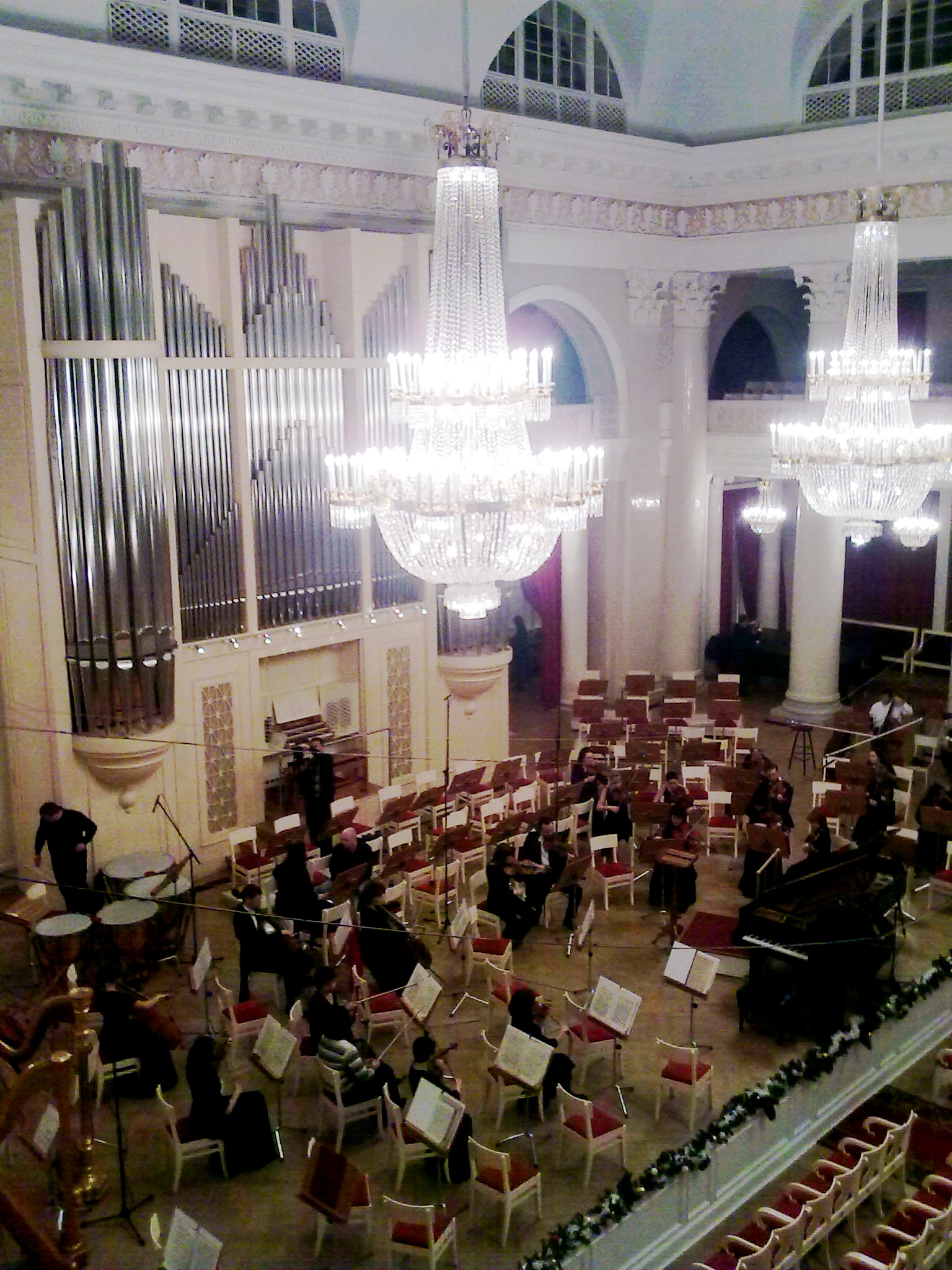
O palco atual do Grande Salão da Filarmônica, onde o concerto foi realizado em 1942.

O tenente-general Leonid Govorov ordenou um bombardeio das posições da artilharia alemã antes do concerto numa operação especial com o codinome "Squall". Os agentes de inteligência soviéticos tinham localizado as baterias alemãs e os postos de observação algumas semanas antes em preparação para o ataque. Três mil bombas de alto calibre foram lançadas sobre o inimigo. A finalidade da operação era evitar que os alemães visassem a sala de concerto e garantir que haveria suficiente silêncio para se ouvir a música nos alto-falantes que Govorov tinha mandado colocar, e também incentivou os soldados soviéticos a ouvirem o concerto via rádio. O musicólogo Andrei Krukov elogiou posteriormente as ações de Govorov como "incentivo" para o concerto, acrescentando que sua escolha de permitir que os soldados participassem foi "uma decisão realmente excepcional". O próprio Govorov depois comentou com Eliasberg que "nós tocamos nossos instrumentos na sinfonia, também, você sabe", referindo-se ao fogo de artilharia. A contribuição militar para o acontecimento só foi amplamente conhecida muito depois da guerra ter terminado.
Houve um grande número de espectadores no concerto, incluindo líderes partidários, militares e civis. Os cidadãos de Leningrado que não couberam no salão se reuniam em torno de janelas abertas e de alto-falantes. Os músicos no palco estavam "vestidos como couves" em várias camadas para evitar que o público percebesse o tremor causado pela fome. Pouco antes do início do concerto, as luzes elétricas acima do palco foram ligadas pela primeira vez desde que os ensaios começaram, e quando o salão ficou em silêncio, Eliasberg começou a regência. O concerto foi de baixa qualidade artística, mas foi notável pelas emoções causadas na audiência e pelo seu final: quando alguns músicos "vacilaram" devido à exaustão, o público se levantou "em um gesto notável e espontâneo ... ansioso pela continuação". No final houve uma ovação de uma hora, e Eliasberg recebeu de uma jovem um buquê simbólico com flores cultivadas na cidade. Muitos na platéia estavam chorando devido ao impacto emocional do concerto, que foi visto como uma "biografia musical da Leningrado sofredora". Os músicos foram convidados pelos dirigentes partidários para um banquete de comemoração.
Os alto-falantes transmitiram o concerto para toda a cidade, bem como para as forças alemãs como uma jogada de guerra psicológica, um "ataque tático contra a moral alemã". Um soldado alemão lembrou como o seu esquadrão "ouviu a sinfonia de heróis". Eliasberg encontrou-se posteriormente com alguns alemães que estavam posicionados perto de Leningrado durante a transmissão, que disseram-lhe que lhes fez pensar que nunca capturariam a cidade: "Quem estamos bombardeando? Nunca seremos capazes de ocupar Leningrado porque as pessoas aqui são altruístas".

## Recepção e legado
Laurel Fay, um estudioso dos trabalhos de Shostakovich, sugere que este concerto foi "um acontecimento lendário por si só". O jornalista Michael Tumely o chama de "um momento lendário na história política e militar soviética", assim como o crítico U. S. Dhuga apontou que este concerto "foi popularmente – e, claro, oficialmente – reconhecido como o prelúdio da vitória real sobre os alemães". O cerco foi rompido no início de 1943 e terminou em 1944. Eliasberg concordou com a avaliação de Dhuga, dizendo que "toda a cidade encontrou a sua humanidade [...] naquele momento, triunfamos sobre a desalmada máquina de guerra nazista". Não houve reconhecimento oficial da importância do concerto: um músico observou que depois "não houve reacções, nada, até 1945".
A sinfonia n.° 7 recebeu uma grande popularidade no mundo ocidental durante a guerra, mas, a partir de 1945, quase deixou de ser tocada fora da União Soviética. Tornou-se uma questão controversa na década de 1980, após o livro Testimony, de Salomão Volkov, sugerir que era uma crítica não aos nazistas, mas sim ao governo soviético. A veracidade da afirmação de Volkov, a qual ele afirma estar baseada em entrevistas com Shostakovich, tem sido debatida. Outros pontos de divergência sobre a sinfonia incluem se foi inspirada pelo ataque alemão a Leningrado (como as autoridades soviéticas e as descrições oficiais haviam afirmado) ou já tinha sido escrita antes e reproduzida como propaganda, bem como sobre o seu mérito artístico quando comprada com outras obras de Shostakovich.
O concerto fez de Eliasberg um "herói da cidade". Pouco depois, ele casou com Nina Bronnikova que havia tocado a parte do piano. Mas assim que o cerco terminou e a Filarmônica retornou a Leningrado, ele caiu em desgraça. O maestro da Filarmônica, Evgeny Mravinsky, o despediu em 1950 porque invejava a sua aclamação popular, e Eliasberg era um "pobre e esquecido" maestro itinerante quando morreu em 1978. No entanto, cinquenta anos depois do concerto, seus restos mortais foram transferidos para o prestigiado cemitério de Volkovskoye ou de Alexander Nevsky, resultado de esforços da arquivista Galina Retrovskaya, do maestro Yuri Temirkanov e do prefeito de São Petersburgo Anatoli Sobtchak. A escritora Sarah Quigley ficcionou a carreira de guerra de Eliasberg em seu romance histórico The Conductor.
Os músicos sobreviventes participaram de concertos de encontro em 1964 e 1992, tocando "nos mesmos lugares da mesma sala". Shostakovich participou do primeiro encontro em 27 de janeiro de 1964. Vinte e dois músicos e Eliasberg tocaram a sinfonia, e foram colocados instrumentos nas cadeiras vazias para representarem os músicos que morreram desde a estreia. Na de 1992, só se apresentaram os 14 restantes. O concerto de 1942 também foi comemorado no filme The War Symphonies: Shostakovich Against Stalin (1997). Há um pequeno museu dedicado ao acontecimento na Escola No. 235 em São Petersburgo, que inclui uma estátua de Shostakovich e artefatos do concerto.